# Scudo di Cholm
Lo Scudo di Cholm (in tedesco Cholmschild) è una decorazione militare tedesca del Terzo Reich, conferita alle truppe che nel corso della controffensiva sovietica di fine 1941 - inizio 1942 rimasero chiuse nella sacca di Cholm (21 gennaio - 5 maggio 1942), fino al loro ricongiungimento col resto dell'esercito tedesco.

## Inquadramento storico
Nei primi giorni di gennaio 1942, la Campagna di Russia conobbe un primo punto di svolta: nel settore nord del fronte le truppe sovietiche scatenarono una forte controffensiva, gettando nella mischia la 3ª Armata d'Assalto (generale Maksim A. Purkajev) assieme all'11ª armata sovietica (generale V. I. Morosov) al fine di aprire un varco fra le linee tedesche. La 16ª armata tedesca (Generaloberst Ernst Busch) iniziò a ritirarsi, incalzata dalla continua pressione delle truppe sovietiche, permettendo a queste ultime di guadagnare in poco tempo parecchi chilometri. Nell'area di Demjansk un intero corpo d'armata tedesco fu isolato e completamente circondato (8 febbraio 1942). Numerose altre unità tedesche di minore entità vennero circondate o semplicemente superate dal balzo dei sovietici, che in un mese avanzarono di circa 100 km.
Per consolidare il risultato dell'offensiva e mantenere l'iniziativa, i sovietici dovevano conquistare il fondamentale caposaldo tedesco di Cholm, una cittadina sul fiume Lovat' circondata dal 21 gennaio 1942 e presidiata da un gruppo eterogeneo di reparti battezzato Kampfgruppe Scherer - dal nome del comandante, il Generalmajor Theodor Scherer - comprendente:
- Parti del 386º e 416º Reggimento Granatieri
- Parti del 123º Reggimento di Artiglieria
- Un battaglione ciclisti del 218° Aufklärung Abteilung
- Parte dell'8° Gebirgsjäger
- Un'unità della marina da guerra, a Cholm per operare in ambiente fluviale.
- Altri piccoli reparti, in parte composti da sbandati a seguito della ritirata tedesca.

In totale, si reputa che nella sacca di Cholm fossero presenti militari di circa sessanta unità diverse, per un totale stimato di 5500-6200 uomini, a fronte dei quali vennero schierate tre intere divisioni sovietiche. Hitler stesso diede l'ordine di trasformare la zona in "fortezza", vietando qualsiasi cedimento di terreno o ritirata, garantendo l'approvvigionamento delle truppe via aerea: nel corso dell'assedio l'aviazione tedesca operò 2122 voli di trasporto, atterrando in un campo improvvisato di circa 1000 metri di lunghezza, posizionato all'interno della terra di nessuno e di conseguenza perennemente sotto il tiro sovietico.

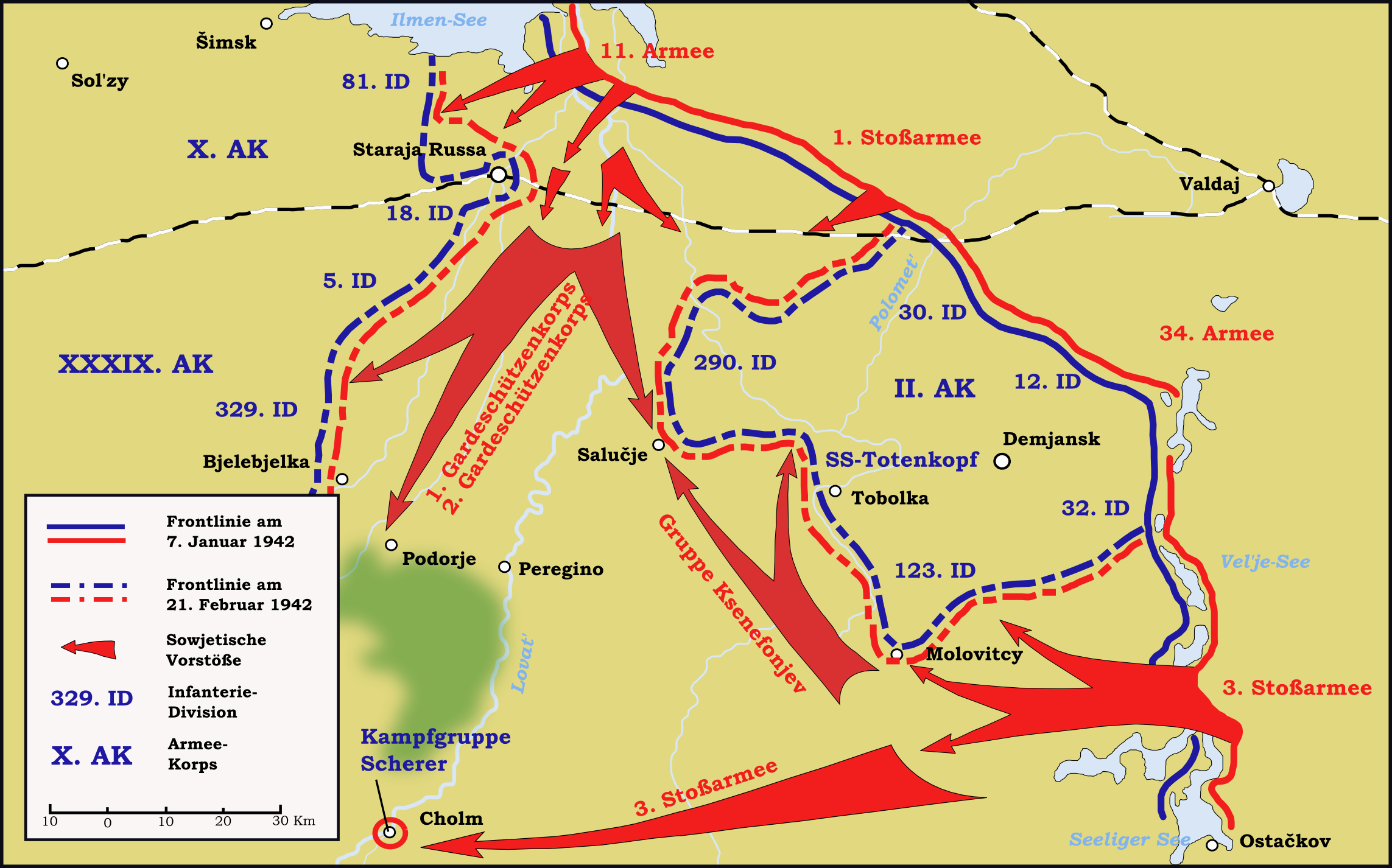
La controffensiva sovietica dal 7 gennaio al 21 febbraio 1941. Al centro la grande sacca di Demjansk, a sudovest la cittadina di Cholm, parimenti circondata.

La sacca comprendeva quasi unicamente l'abitato di Cholm a cavallo del fiume: nella sua parte più larga misurava solamente 2 km, e ogni zona controllata dai tedeschi fu costantemente sotto il fuoco dell'artiglieria sovietica. I tedeschi nei 105 giorni di assedio persero all'incirca un quinto del territorio soprattutto nella parte est-sudest della sacca, contrastando palmo a palmo l'avanzata nemica che operò circa 100 attacchi di fanteria e non meno di 42 attacchi di mezzi corazzati. Le perdite tedesche raggiunsero il 65% del totale, fra morti (20%) e feriti (45%). Unico appoggio per gli assediati fu un gruppo di artiglieria che i tedeschi riuscirono a piazzare con una testa di ponte all'incirca a 10 km ad ovest di Cholm, che respinse tutti gli attacchi e scaricò sui sovietici circa 1000 colpi al giorno grazie anche all'attività di due direttori di tiro condotti per via aerea all'interno della sacca nei primi giorni dell'assedio.
Il momento peggiore per i tedeschi si ebbe pochi giorni prima della rottura dell'assedio, quando i sovietici lanciarono un ultimo disperato attacco giungendo a 100 metri dalla riva del Lovat'.
Il 5 maggio 1942 alcuni reparti del 411º reggimento granatieri al comando dell'Oberstleutnant Heinrich Tromm spezzarono l'assedio. In quel momento, solo 1500 dei 5500 tedeschi rimasti nella sacca erano ancora in grado di combattere, ma la loro resistenza - unita con la contemporanea resistenza dell'ampia sacca di Demjansk - aveva contribuito a stabilizzare il fronte, bloccando ingenti forze sovietiche nelle due battaglie di assedio.

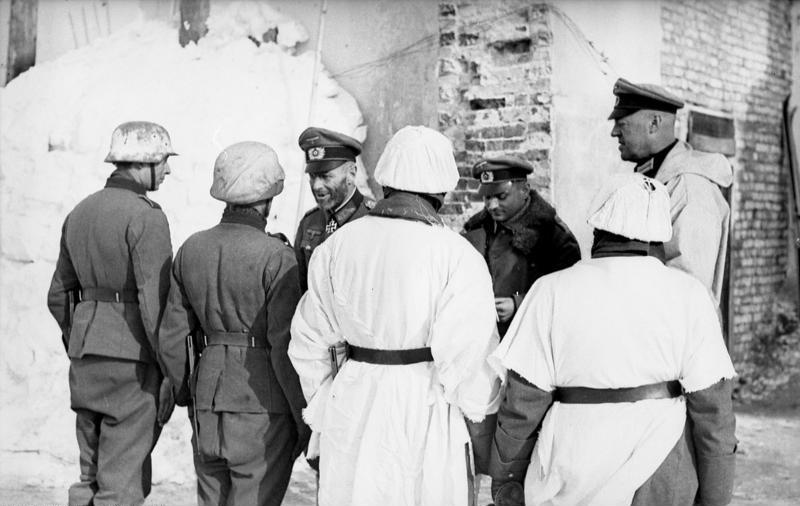
Il generale Scherer (con la barba) all'interno della sacca
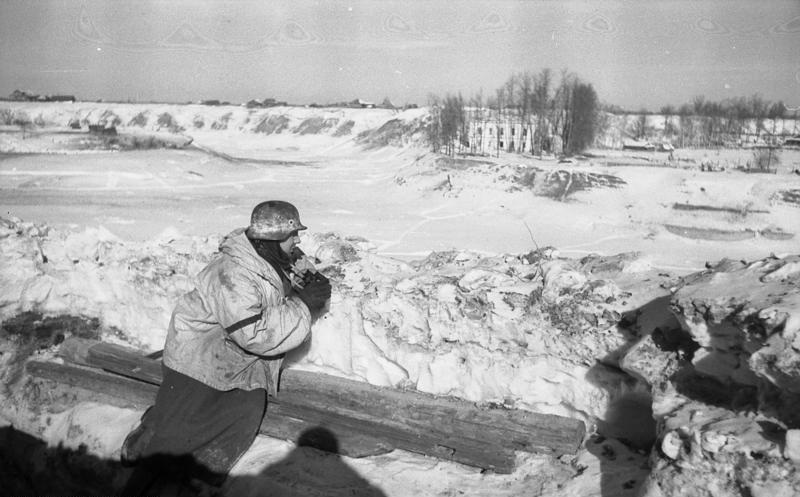
Soldato nella neve
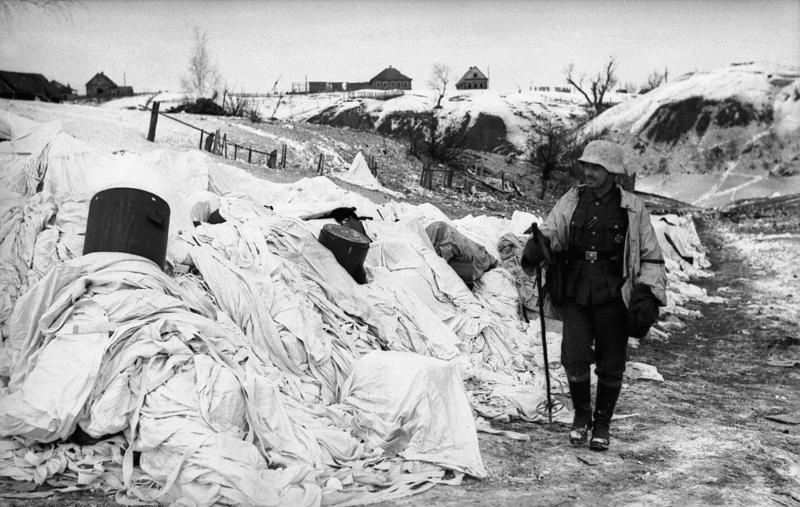
Veduta nella sacca di Cholm
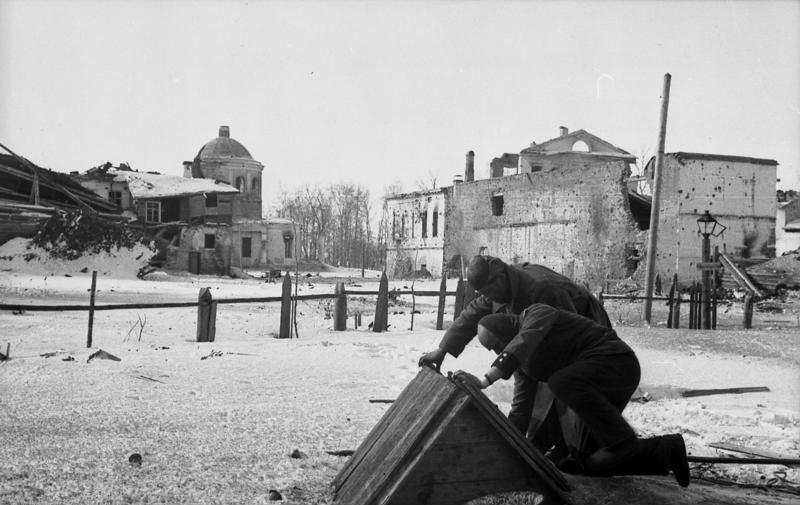
Due soldati all'ingresso di una cantina sotterranea
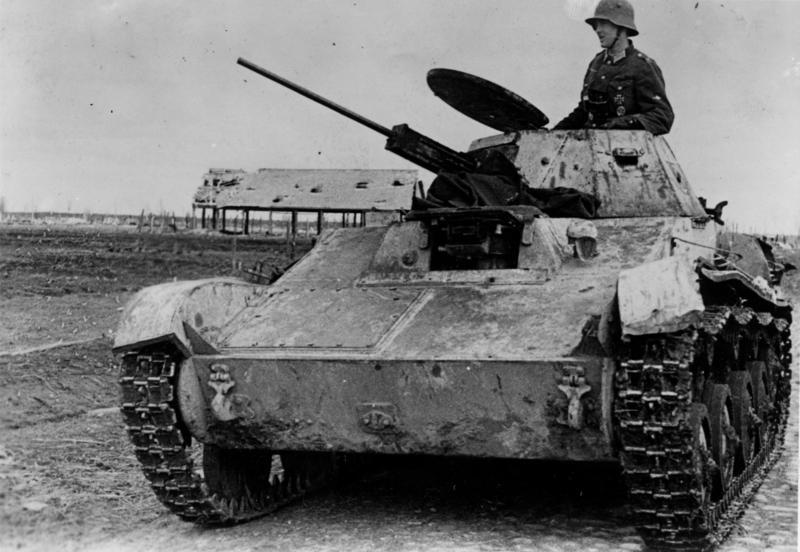
Un soldato tedesco su un carro T-60 catturato ai sovietici
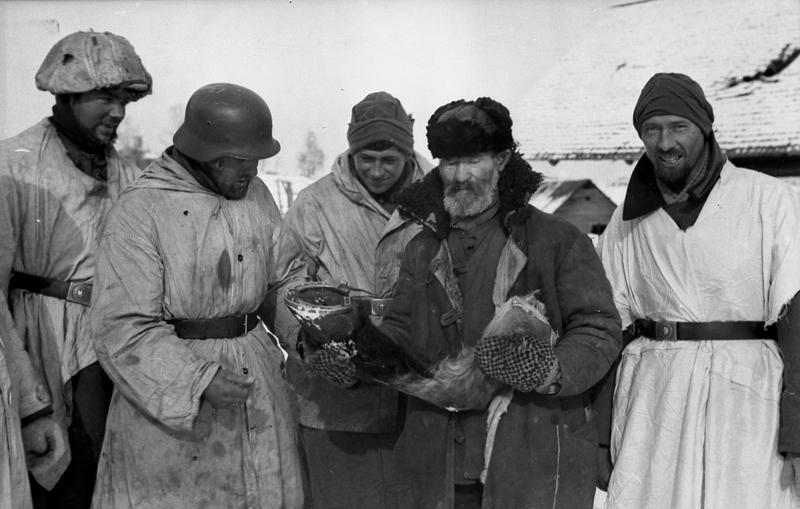
Soldati tedeschi con un civile russo, rimasto intrappolato nella sacca

## Il conferimento dello Scudo

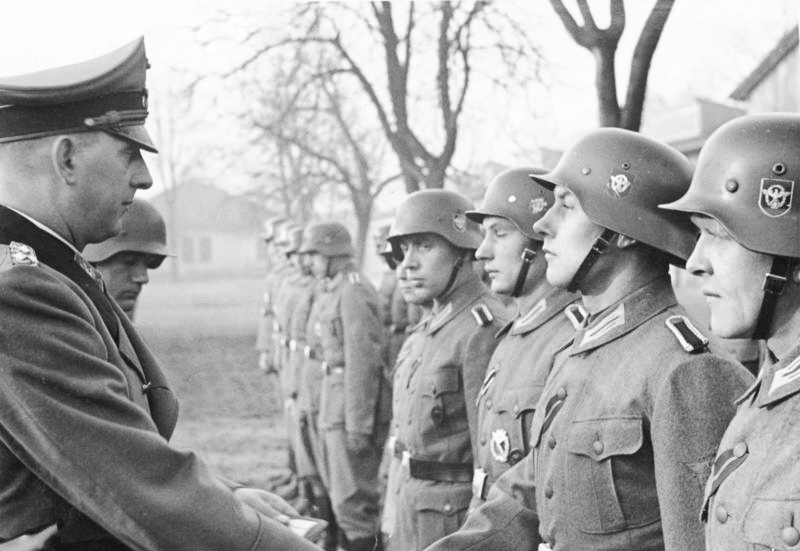
Il generale Kurt Daluege conferisce lo Scudo di Cholm ad un reparto di polizia

Poco dopo il termine della battaglia Hitler decise di concedere un riconoscimento speciale per i combattenti di Cholm. Lo Scudo di Cholm, venne quindi ufficialmente istituito il 1º luglio 1942, come secondo "Scudo di campagna" delle forze armate del Terzo Reich, dopo lo Scudo di Narvik.
Nel decreto di istituzione della decorazione, si fece riferimento ai "tre mesi di battaglia difensiva contro un nemico superiore in mezzi e numero". Tutti gli uomini della Wehrmacht che avessero preso parte "con onore" alla battaglia avevano diritto di fregiarsi dello scudo, da indossarsi cucito sulla manica sinistra poco sotto la spalla. Il decorato avrebbe ricevuto anche un diploma, a firma del proprio comandante. Nel caso in cui la decorazione fosse stata concessa alla memoria, essa sarebbe stata consegnata ai suoi parenti. La data ultima per proporre la decorazione fu fissata al 31 dicembre 1942, e la concessione dello scudo al 1º aprile 1943, purtuttavia si hanno notizie di ulteriori concessioni fino al gennaio 1944.
In tutto vennero consegnati all'incirca 5500 scudi di Cholm, che si accompagnarono al conferimento di quattro Croci di Cavaliere della Croce di Ferro al generale Scherer (20 febbraio 1942) e ad altri tre ufficiali tedeschi (fra il 23 febbraio e il 3 aprile 1942), seguite dalle Fronde di Quercia per la Croce di Cavaliere della Croce di Ferro per Scherer (5 maggio 1942), oltre a numerosissime altre decorazioni di rango inferiore.
Nel mondo del collezionismo lo Scudo di Cholm è il più raro, costoso e falsificato fra gli scudi tedeschi della seconda guerra mondiale.

## Descrizione
Il disegno dello scudo di Cholm è in buona parte dovuto alla collaborazione fra il generale Scherer e il Polizei-Rottwachtmeister Schlimmer, che era sopravvissuto all'assedio. Piccole modifiche al progetto originale furono dovute all'intervento di Richard Klein, che già aveva progettato lo Scudo di Narvik.
Le misure dello scudo furono determinate in 38 mm di larghezza per 65 mm di altezza, ma a seconda del fabbricante oggi si trovano scudi compresi fra i 38 e i 39,5 mm di larghezza per 65,0/65,5 mm di altezza. Il manufatto è in metallo magnetico stampato in rilievo, con tre o quattro graffe nella parte posteriore per attaccare lo scudo ad una base in stoffa di colore diverso a seconda dell'arma di appartenenza del decorato. La base in stoffa serve per cucire il tutto alla manica, ma in alcuni casi lo scudo veniva fissato direttamente al vestito per il tramite delle graffe posteriori. Sono noti alcuni esemplari in zinco, di produzione più tarda.
Lo scudo presenta in rilievo un'aquila frontale ad ali spiegate e il capo verso la sua destra, ritta sul braccio superiore di una croce di ferro. Al centro della croce è inscritta una svastica. Al di sotto, la scritta in caratteri latini capitali "CHOLM" sovrasta la data "1942".
Nel 1957 la decorazione venne ridisegnata denazificandola, per permetterne l'utilizzo da parte dei decorati anche nella Repubblica Federale Tedesca: l'unica differenza sta nella mancanza della svastica centrale.